# (35565) 1998 GF6
1998 GF6 (asteroide 35565) é um asteroide da cintura principal. Possui uma excentricidade de 0.11107190 e uma inclinação de 15.71423º.
Este asteroide foi descoberto no dia 2 de abril de 1998 por LINEAR em Socorro.